# Lampsilis cariosa
Lampsilis cariosa је шкољка из реда Unionoida и фамилије Unionidae.

## Угроженост
Ова врста се сматра угроженом.

## Распрострањење
Врста има станиште у Канади и Сједињеним Америчким Државама.

## Станиште
Станиште врсте су слатководна подручја.